# Paroxyptera
Paroxyptera is een geslacht van vlinders van de familie snuitmotten (Pyralidae).

## Soorten
- P. filiella (Saalmüller, 1880)
- P. hererofiliella Mey, 2011